# Estadio Nacional Complutense
El Estadio Nacional Complutense, también llamado Campo Central de la Ciudad Universitaria o simplemente Central, se ubica en la Ciudad Universitaria (Madrid, Comunidad de Madrid, España). Pertenece al complejo deportivo de los Campos de Deportes de la Zona Sur de la Universidad Complutense.
Este estadio es tradicionalmente utilizado por la selección española de rugby en las competiciones internacionales, ya que es el estadio de rugby con mayor aforo de España. También lo utiliza la Universidad Complutense para las competiciones internas y algunos clubes federados de Madrid, muy ligados al ámbito universitario, como son el Complutense Cisneros y anteriormente el CD Arquitectura en sus competiciones como locales, ya que tanto la Escuela de Arquitectura como el Colegio Mayor Cisneros donde nacen estos clubes, se encuentran uno a cada lado del estadio.
También lo utilizó el equipo Olympus Rugby XV Madrid, una selección de los mejores jugadores españoles que militan en distintos clubes de España, Francia e Inglaterra, que compitió en la European Challenge Cup 2009/10.

## Historia
El campo de rugby nace como parte de los campos de deportes que se proyectaron para la Ciudad Universitaria con el Real Decreto del 17 de mayo de 1927 a instancias del Rey Alfonso XIII y cuyo director fue el arquitecto Modesto López Otero, director de la Escuela de Arquitectura, pero fue a Luis Lacasa Navarro a quien se le encargarían los trabajos de los campos de deporte.
La llegada del nuevo gobierno republicano en abril de 1931 no afectó demasiado al proyecto, aunque sí supuso algunos retrasos. Estaba previsto que las obras finalizaran en octubre de 1936, pero el comienzo de la guerra civil española convirtió la Ciudad Universitaria en uno de los frentes más cruentos de la guerra, lo que ocasionó, además de numerosas bajas en ambos frentes, graves daños a los edificios ya construidos. En noviembre de 1940 comenzaron las obras de reconstrucción alentadas por el Sindicato Español Universitario (SEU), retomando el proyecto el arquitecto Javier Barroso Sánchez-Guerra, aunque la falta de presupuesto ralentizó las obras. 
El 20 de abril de 1942 se celebraron en las instalaciones los primeros Juegos Universitarios organizados por el SEU. No obstante, la inauguración oficial no tuvo lugar hasta el 12 de octubre de 1943, cuando Francisco Franco presidió desde la tribuna el encuentro disputado entre los equipos de Barcelona F. D. F. y el S. E. U. de Madrid.

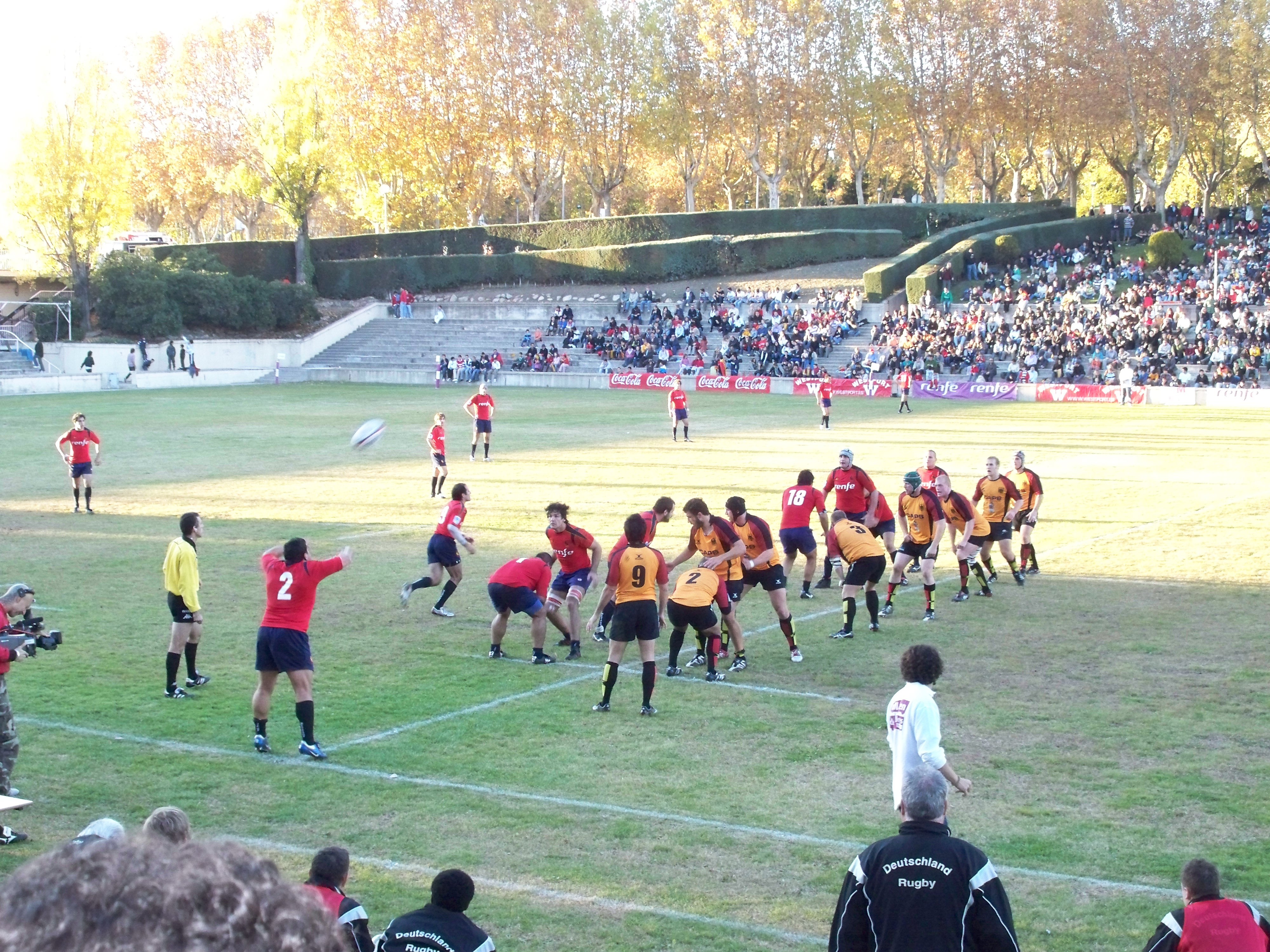
Partido disputado por la Selección Española de Rugby contra Alemania

## Localización
El estadio se encuentra en la Ciudad Universitaria de Madrid, ubicado dentro del complejo deportivo Zona Sur de la Universidad Complutense, llamado también campos de deporte del SEU, situado en la manzana formada por la avenida Juan de Herrera, donde se encuentra la entrada principal, la calle Martín Fierro y la calle del Obispo Trejo.

## Partidos disputados por España en este estadio

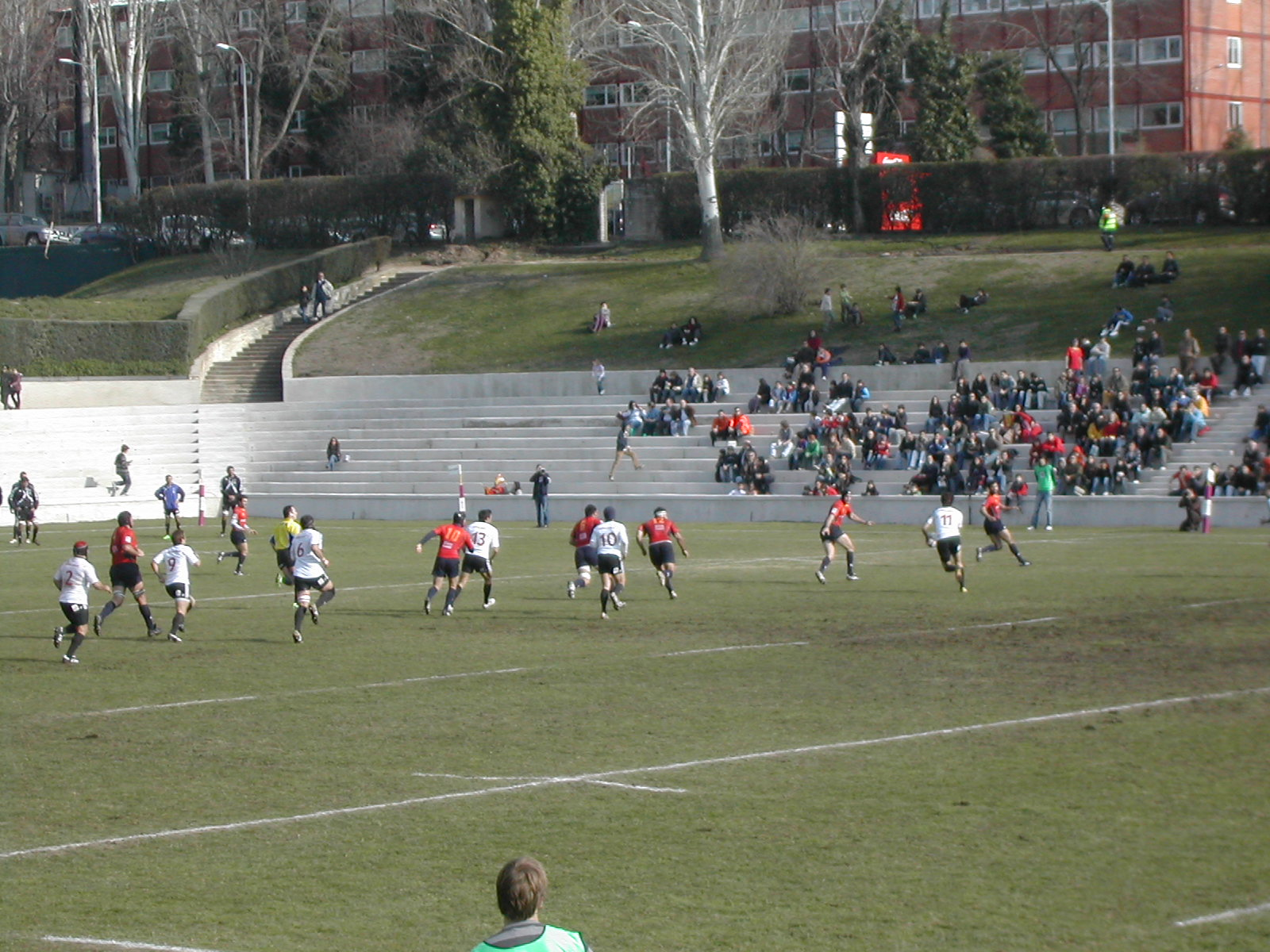
Partido disputado por la Selección Española de Rugby contra Portugal

Datos obtenidos de la IRB
Nota:
A: Amistoso
FIRA: Campeonato FIRA
ENC: European Nations Cup
REC: Rugby Europe Championship
RWC: Clasificación para Copas Mundiales de Rugby 
| 5 de abril de 1954 | España | 23 - 0 | Portugal |  |  |

| 21 de marzo de 1966 | España | 3 - 9 | Portugal |  |  |

| 9 de abril de 1967 | España | 3 - 0 | Marruecos |  |  |

| 31 de marzo de 1968 | España | 14 - 5 | Portugal |  |  |

| 17 de mayo de 1969 | España | 41 - 3 | Bélgica |  |  |

| 20 de diciembre de 1970 | España | 17 - 0 | Portugal |  |  |

| 4 de mayo de 1975 | España | 12 - 16 | Rumania |  |  |

| 20 de diciembre de 1975 | España | 6 - 19 | Italia |  |  |

| 17 de abril de 1977 | España | 11 - 3 | Polonia |  |  |

| 20 de noviembre de 1982 | España | 3 - 66 | Nueva Zelanda (Maori) |  |  |

| 16 de diciembre de 1984 | España | 19 - 33 | Rumania |  |  |

| 29 de octubre de 1989 | España | 29 - 15 | Holanda |  |  |

| 1 de noviembre de 1989 | España | 38 - 9 | Polonia |  |  |

| 5 de noviembre de 1989 | España | 58 - 9 | Bélgica |  |  |

| 5 de noviembre de 1989 | España | 3 - 36 | Australia (Emerging) |  |  |

| 28 de abril de 1991 | España | 6 - 24 | Francia |  |  |

| 21 de mayo de 1991 | España | 6 - 36 | Namibia |  |  |

| 19 de enero de 1992 | España | 3 - 34 | Inglaterra (XV) |  |  |

| 4 de abril de 1992 | España | 6 - 0 | Rumania |  |  |

| 12 de septiembre de 1992 | España | 14 - 35 | Escocia (A) |  |  |

| 24 de octubre de 1992 | España | 34 - 43 | Argentina |  |  |

| 14 de febrero de 1993 | España | 0 - 52 | Italia |  |  |

| 10 de abril de 1994 | España | 9 - 16 | Rusia |  |  |

| 21 de mayo de 1994 | España | 0 - 54 | Gales |  |  |

| 29 de mayo de 1994 | España | 35 - 19 | Portugal |  |  |

| 2 de abril de 1995 | España | 90 - 8 | República Checa |  |  |

| 6 de mayo de 1995 | España | 7 - 62 | Escocia |  |  |

| 14 de abril de 1996 | España | 52 - 6 (FIRA) | Rusia |  |  |

| 10 de noviembre de 1996 | España | 31 - 20 (A) | Portugal |  |  |

| 8 de diciembre de 1996 | España | 77 - 0 (FIRA) | Bélgica |  |  |

| 20 de abril de 1997 | España | 44 - 10 (FIRA) | Polonia |  |  |

| 11 de mayo de 1997 | España | 25 - 18 (FIRA) | Portugal |  |  |

| 4 de marzo de 2000 | España | 36 - 32 (ENC) | Georgia |  |  |

| 4 de febrero de 2001 | España | 29 - 30 (ENC) | Rusia |  |  |

| 4 de marzo de 2001 | España | 31 - 15 (ENC) | Portugal |  |  |

| 1 de noviembre de 2001 | España | 10 - 92 (A) | Australia |  |  |

| 24 de marzo de 2002 | España | 18 - 34 (ENC) | Georgia |  |  |

| 2 de junio de 2002 | España | 34 - 21 (RWC) | Portugal |  |  |

| 9 de marzo de 2003 | España | 6 - 31 (ENC) | Rumania |  |  |

| 30 de marzo de 2003 | España | 38 - 40 (ENC) | República Checa |  |  |

| 12 de abril de 2003 | España | 13 - 62 (RWC) | Estados Unidos |  |  |

| 21 de noviembre de 2004 | España | 63 - 9 (RWC) | Hungría |  |  |

| 12 de octubre de 2005 | España | 27 - 17 (A) | Portugal |  |  |

| 13 de noviembre de 2005 | España | 68 - 12 (RWC) | Polonia |  |  |

| 29 de abril de 2006 | España | 24 - 13 (RWC) | Holanda |  |  |

| 27 de mayo de 2006 | España | 36 - 10 (RWC) | Alemania |  |  |

| 14 de octubre de 2006 | España | 20 - 43 (RWC) | Rumania |  |  |

| 10 de febrero de 2007 | España | 14 - 39 (ENC) | Rusia |  |  |

| 17 de marzo de 2007 | España | 31 - 17 (ENC) | Georgia |  |  |

| 3 de noviembre de 2007 | España | 46 - 0 (ENC) | República Checa |  |  |

| 23 de febrero de 2008 | España | 11 - 17 (ENC) | Rumania |  |  |

| 10 de mayo de 2008 | España | 21 - 17 (ENC) | Portugal |  |  |

| 15 de noviembre de 2008 | España | 22 - 11 (ENC) | Alemania |  |  |

| 7 de febrero de 2009 | España | 10 - 19 (ENC) | Rumania |  |  |

| 28 de febrero de 2009 | España | 11 - 55 (ENC) | Georgia |  |  |

| 13 de febrero de 2010 | España | 20 - 38 (ENC) | Rusia |  |  |

| 13 de marzo de 2010 | España | 15 - 33 (ENC) | Portugal |  |  |

| 13 de noviembre de 2010 | España | 22 - 60 (A) | Canadá |  |  |

| 26 de febrero de 2011 | España | 35 - 13 (ENC) | Ucrania |  |  |

| 12 de marzo de 2011 | España | 25 - 10 (ENC) | Portugal |  |  |

| 11 de noviembre de 2011 | España | 16 - 13 (A) | Uruguay |  |  |

| 11 de febrero de 2012 | España | 25 - 18 (ENC) | Georgia |  |  |

| 17 de marzo de 2012 | España | 13 - 12 (ENC) | Rumania |  |  |

| 23 de noviembre de 2013 | España | 7 - 40 (A) | Japón |  |  |

| 1 de febrero de 2014 | España | 25 - 28 (ENC) | Rusia |  |  |

| 8 de febrero de 2014 | España | 11 - 6 (ENC) | Bélgica |  |  |

| 8 de marzo de 2014 | España | 17 - 24 (ENC) | Georgia |  |  |

| 7 de febrero de 2015 | España | 43 - 20 (ENC) | Rusia |  |  |

| 28 de febrero de 2015 | España | 13 - 26 (ENC) | Georgia |  |  |

| 21 de marzo de 2015 | España | 48 - 16 (ENC) | Alemania |  |  |

| 13 de febrero de 2016 | España | 18 - 21 (ENC) | Rumania |  |  |

| 12 de marzo de 2016 | España | 39 - 7 (ENC) | Portugal |  |  |

| 12 de noviembre de 2016 | España | 13 - 28 (A) | Tonga |  |  |

| 11 de febrero de 2017 | España | 16 - 6 (REC) | Rusia |  |  |

| 18 de marzo de 2017 | España | 30 - 0 (REC) | Bélgica |  |  |

| 18 de noviembre de 2017 | España | 27 - 37 (A) | Canadá |  |  |

| 18 de febrero de 2018 | España | 22 - 10 (REC) | Rumania |  |  |

| 11 de marzo de 2018 | España | 84 - 10 (REC) | Alemania |  |  |

| 17 de noviembre de 2018 | España | 34 - 13 (A) | Namibia |  |  |

| 24 de noviembre de 2018 | España | 10 - 28 (A) | Samoa |  |  |

| 10 de febrero de 2019 | España | 16 - 14 (REC) | Rusia |  |  |

| 3 de marzo de 2019 | España | 21 - 18 (REC) | Rumania |  |  |

| 10 de marzo de 2019 | España | 47 - 9 (REC) | Bélgica |  |  |

| 23 de noviembre de 2019 | España | 29 - 7 (A) | Hong Kong |  |  |

| 9 de febrero de 2020 | España | 10 - 23 (REC) | Georgia |  |  |

| 7 de febrero de 2021 | España | 25 - 11 (REC) | Portugal |  |  |

| 14 de marzo de 2021 | España | 19 - 25 (REC) | Georgia |  |  |

| 30 de octubre de 2021 | España | 11 - 13 (A) | Italia XV |  |  |

| 6 de noviembre de 2021 | España | 13 - 43 (A) | Fiyi |  |  |

| 14 de noviembre de 2021 | España | 49 - 12 (REC) | Rusia |  |  |

| 5 de febrero de 2022 | España | 43 - 0 (REC) | Países Bajos |  |  |

| 27 de febrero de 2022 | España | 38 - 21 (REC) | Rumania |  |  |

| 13 de marzo de 2022 | España | 33 - 28 (REC) | Portugal |  |  |

| 12 de noviembre de 2022 | España | 34 - 15 (A) | Namibia |  |  |